# Machines à glaçons et à glaces
 (février 2019).
Si vous disposez d'ouvrages ou d'articles de référence ou si vous connaissez des sites web de qualité traitant du thème abordé ici, merci de compléter l'article en donnant les références utiles à sa vérifiabilité et en les liant à la section « Notes et références ».
Les machines à glaçons et à glaces sont des dispositifs permettant de créer des glaçons, de la crème glacée et des sorbets.
Les machines à glaçons se développent à partir de la fin du XIXe siècle lorsque les techniques de refroidissement ont été maîtrisées (succession de cycles de vaporisation et liquéfaction d'un fluide frigorigène). Ces machines remplacent peu à peu l'activité artisanale d'extraction de blocs de glace dans les montagnes ou sur les étendues d'eau gelées.
Les machines à sorbets apparaissent il y a plus 2000 ans, et sont à l'origine un simple outil de mélange de neige et de fruits. Au XVe siècle, l'ajout de crème à la préparation donne lieu aux premières crèmes glacées. À partir de la fin du XIXe siècle, les machines à glaces suivent les mêmes évolutions techniques que les machines à glaçons, et deviennent capables de refroidir elles-mêmes la préparation à base d'eau et de crème.

## Description

### Extraction des blocs de glace jusqu'auXIXesiècle
C'est à la Renaissance qu'Henri III introduisit l’usage de la glace. Des glacières furent installées dans les châteaux des aristocrates les plus fortunés. Elles consistent en des édifices en murs de pierre épais, souvent ronds, pour bien isoler les précieux blocs rafraîchissants. Jusqu'au XIXe siècle, en France, une partie des glaçons provenaient des Alpes et d'autres provenaient d'étendues d'eau gelées.
A la montagne, des paysans pouvaient casser des tonnes de glace au bâton de dynamite, et produire des blocs atteignant souvent 100 kilos. On leur faisait dévaler les montagnes sur de grands glissoirs. Ces paysans travaillaient toute la journée à −20 °C à ce travail d'extraction.
À Paris, on trouve une station de métro nommée glacière (13e arrondissement), en allusion au travail d'extraction de glace pratiqué dans les étangs de la Bièvre durant l’hiver.
L’été au pied du Mont Blanc, 600 tonnes de glace étaient prélevées. La glace de certains lacs de montagne, très pure dans l’Ain, était vendue 10 francs la tonne (équivalent au prix d’un mouton à l’époque).
Dans le Jura Vaudois se trouvait un entrepôt de glace qui pouvait contenir jusqu'à 40 000 tonnes de glace, Cette marchandise était ensuite expédiée en train vers Lyon, Paris ou Marseille, et même jusqu'à Alger.

### Invention des machines à glaçons
En 1756 William Cullen fit la première démonstration publique d’un système artificiel de refroidissement. Il utilisait une pompe pour créer du vide dans un contenant rempli d’éther, ce qui le fit s'évaporer en retirant de la chaleur à son milieu environnant. Cette baisse de température conduisit à la formation de petites quantités de glace. Il n'y eut cependant pas de commercialisation de cette invention, et pendant longtemps les techniques de refroidissement sont restées à un stade expérimental.
En 1869, Charles Tellier développe la première machine réfrigérante permettant de conserver des aliments.
Progressivement, à la fin du XIXe siècle , la mise au point de machines fabriquant de la glace provoquera la faillite de l’activité artisanale dans les montagnes.

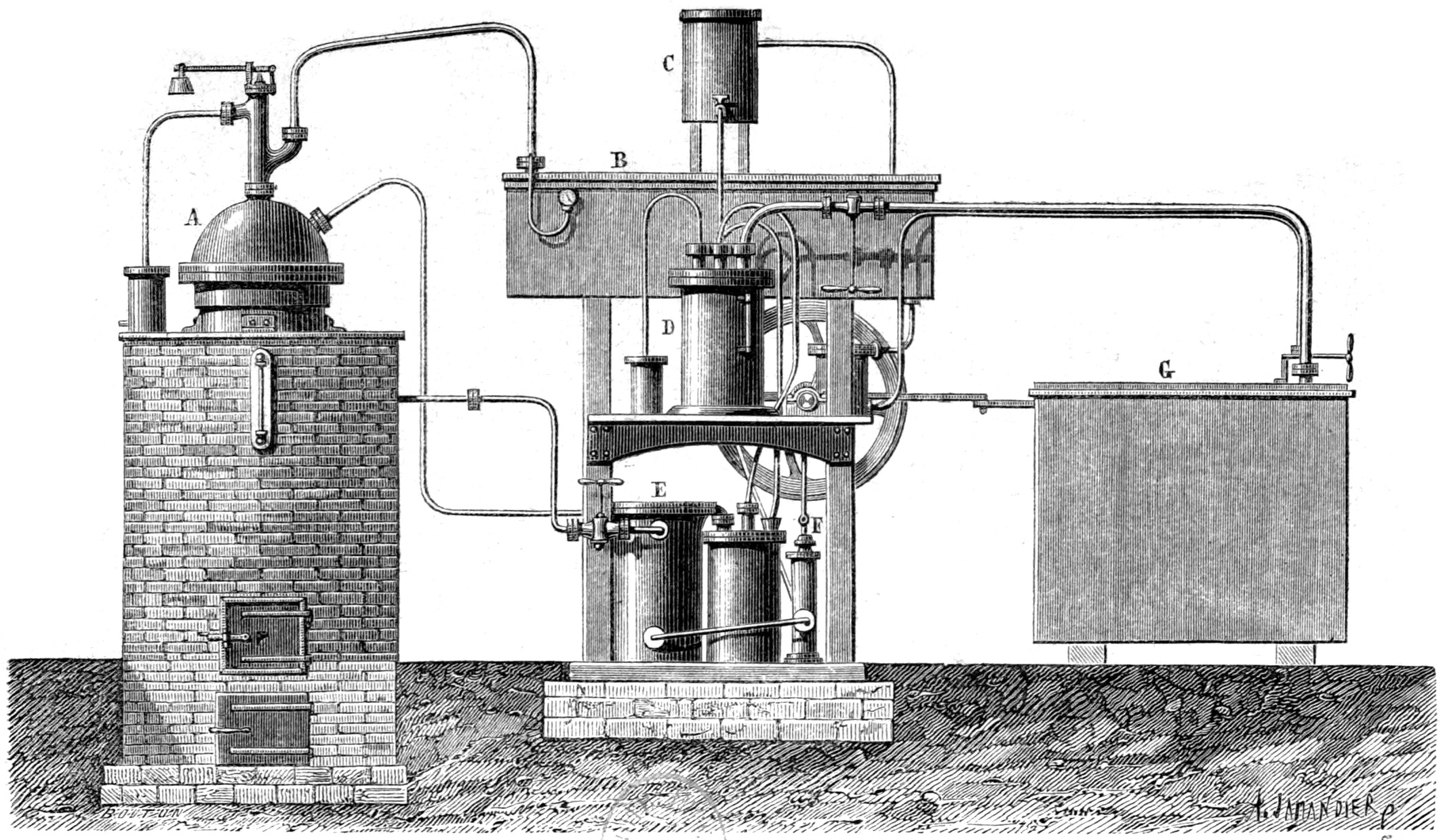
Machine à glace expérimentale de Ferdinand Carré

Pour obtenir de la glace, il faut du froid que l'on génère en provoquant une réaction endothermique.
Dans les années 1920, une machine à absorber le froid est créée en Suède et commercialisée 750 $ (composée d’une boîte en bois, d’un compresseur refroidi à l’eau et d'une feuille pour conserver la glace). À titre de comparaison, la Ford modèle T ne coûtait à l'époque que 400 $.

### Fonctionnement
Le fonctionnement du système de refroidissement d'une machine à glaçons repose sur l'évaporation d'un liquide (le fluide frigorigène) afin de lui permettre de capter la chaleur de l'eau (et donc de la refroidir) dans un échangeur de chaleur,. Par la suite, le gaz passera par un compresseur, situé à l’extérieur de la machine à glaçon où il se liquéfie et passe dans un serpentin nommé condensateur pour rejeter l’air chaud dans l’air ambiant.
Le fonctionnement de la machine nécessite plusieurs constituants : un moteur, une pompe et un fluide frigorigène. 
En pratique, dans une machine individuelle, une minuterie est déclenchée, la pompe à glace remplit d'eau le moule à glaçons. Par la suite le thermostat vérifie si l’eau est devenue glace, auquel cas les glaçons sont démoulés. Ils sont alors distribués dans un récipient sur la façade de la machine à l'aide d'une vis sans fin entraînée par un moteur, à la demande de l’usager.

## Les machines à glaces et à sorbets

### Histoire
Les premières machines à sorbets sont apparues il y a plus de 2 000 ans, en Asie et dans le monde Arabe. La fabrication des sorbets se résumait alors à mélanger dans un tonneau des fruits coupés, des jus de fruit ou même du vin et de la neige apportée des massifs montagneux. À cela étaient ajoutés du miel ou du salpêtre pour abaisser le point de congélation de l’eau. Le tout était mélangé à l'aide de sortes de rames. Les sorbets étaient alors réservés aux souverains, les seuls à pouvoir importer de la neige depuis les montagnes. Cette technique fut ensuite apprise par les Grecs, suivis des Romains, qui récoltèrent alors des tonnes de neige au sommet de l’Etna pour les transporter jusqu’à Rome. L’empereur Néron appréciait servir des fruits au miel écrasés dans de la neige à ses invités. Cette pratique disparut peu à peu en Occident, si bien que Marco Polo aurait rapporté la recette des sorbets de ses voyages en Asie .
C’est au XVe siècle qu’un pâtissier Italien a eu l’idée d’ajouter de la crème dans les sorbets, les transformant ainsi en crèmes glacées.
Il faut ensuite attendre 1843 et Nancy Johnson, qui imagine la première sorbetière à manivelle. La production industrielle des crèmes glacées commence peu de temps après, à Baltimore (aux États-Unis).

### Fonctionnement
Les machines glaces et sorbetière permettent la production de crèmes glacées ou de sorbets le plus souvent grâce à la rotation d’un moteur ou manuellement par une poignée entraînant une hélice dans un bac réfrigéré. Cette rotation permet d’aérer les cristaux de glace et de réduire leur taille, à moins de 50 µm[réf. souhaitée].
Il existe deux types de machines :
- Les machines à accumulation, qui reposent sur le principe de la conduction thermique, dans lesquelles on place le contenant au congélateur pendant plusieurs heures. Il suffit de brancher l’hélice et le moteur au récipient et d’y verser l’eau et les autres ingrédients. Le froid est alors transmis à la préparation, qui cristallise alors pendant la rotation de l’hélice en environ une demi heure.
- Les machines autonomes, ou turbines à glace, qui fonctionnent grâce à un groupe réfrigérant, refroidissant la mixture dans le bac. Un moteur entraîne l’hélice en rotation, et brasse la mixture pendant approximativement une heure[8].

### La turbine des années 30 à la turbine à glace de nos jours
Les anciennes turbines à glace étaient en bois est composées de deux cuves : une cuve en métal où on mettait la préparation à crème glacée, et une autre cuve remplie de morceaux de glace et de sel dans laquelle baignait la cuve en métal. Un système de batteur permettait de faire l'échange de chaleur entre le mix à glace et les glaçons.

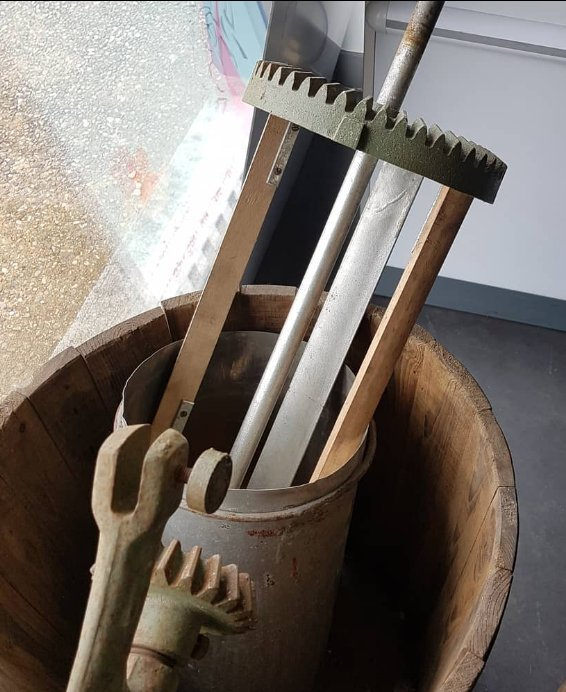
La préparation de crème glacée ou sorbet était placée dans la cuve du milieu qui baignait dans un bain de glace et de sel

De nos jours le principe est le même, à la différence que les glaçons et le sel sont remplacés par des fluides réfrigérants, qui ont la particularité de refroidir plus vite et plus bas (−30 °C à −40 °C), ce qui permet de gagner du temps et d'améliorer ainsi la qualité de la crème glacée. Le cycle d'une turbine à glace est typiquement inférieur à dix minutes, car des cristaux se forment lorsque la durée devient trop longue, ce qui affecte la qualité de la glace.

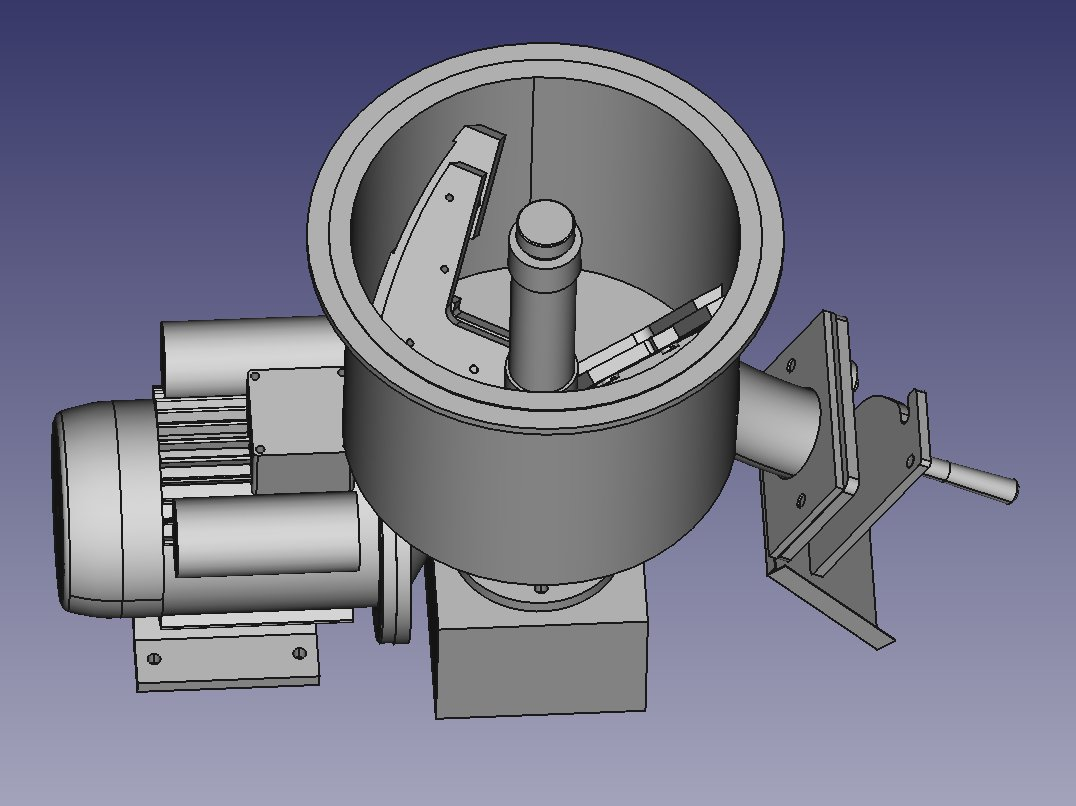
Cuve d'une turbine à glace moderne, avec le malaxeur